# Cygnicollum immersum
Cygnicollum immersum là một loài Rêu trong họ Funariaceae. Loài này được Fife & Magill mô tả khoa học đầu tiên năm 1982.